# Dioscorea ternata
Dioscorea ternata är en enhjärtbladig växtart som beskrevs av August Heinrich Rudolf Grisebach. Dioscorea ternata ingår i släktet Dioscorea och familjen Dioscoreaceae. Inga underarter finns listade i Catalogue of Life.